# GROW (koučink)
Model GROW je technika v oboru koučování, a to hlavně ve firemním vzdělávání. Je to jedna z metod používaná při vzdělávání manažerů, avšak je možné ji také aplikovat do oblasti sportů, jako je například tenis, golf apod.

## Koučování
Pokud chceme zjistit fungování tohoto modelu, je v první řadě třeba seznámit se s jeho obecnější formou, tedy koučováním. „Koučování je styl řízení, který je protipólem přikazování a kontroly“ (Whitmore, 2005, s. 12). Tato metoda pomáhá při řízení lidských zdrojů. Cílem koučingu je pomoc druhé osobě při zlepšování jejího výkonu. V koučování jde totiž nejen o skvělou techniku růstu k úspěchu, ale také o pochopení a spolupráci ve skupině.

## Kouč
Nejdůležitější osobou této společné interakce je samozřejmě kouč. Kouč není učitel, jak by se mohlo zdát, ale pouze partner při vzájemné spolupráci. Nemusí tedy mít lepší znalosti nebo vyšší odbornost než jeho posluchač. Jedním ze základních pravidel koučování je systematická snaha zjistit, co již koučovaná osoba umí a čeho je schopna. Pak už jde pouze o vytrvalou snahu zlepšit výkonnost až do cílové úrovně. Tyto principy se objevují také v metodě zvané model GROW.

## GROW
Model GROW je jednou z nejčastěji uplatňovanou metodou v procesu koučování. GROW a jeho postup zajišťuje kýžené výsledky, a to na principu od nejvzdálenějšího cíle k těm co možná nejkonkrétnějším krokům. Autor metody John Whitmore (2005) ji ve své publikaci představuje spíše jako soubor otázek kladených při koučování. Jedná se o čtyři odlišné oblasti, které pomáhají nejen k lepší komunikaci mezi manažerem a zaměstnanci, ale také při dosažení lepších pracovních výsledků.

## Principy GROW
- G – Goal setting – cíle, a to krátkodobé i dlouhodobé
- R – Reality – prověření reality, skutečný stav věcí
- O – Options – možnosti, alternativní strategie nebo postup činnosti
- W – Will – jaká je vůle to udělat, co, kdy a kde

Stanovit si cíle je základním kamenem pro zdokonalovací proces. Pokud máme za čím jít a držet se plánu, je to jednodušší, než jen slepě tápat v teoriích. Cíle musí být konkrétní. Koučovaná osoba by měla být schopna detailně definovat problém, s kterým se potýká, a také názor na řešení. Nezbytnou součástí je také časový harmonogram, neboť je důležité, kolik času je schopna osoba pro koučink obětovat. „Chtít je pro dosažení výsledků lepší než muset“ (Whitmore, 2005, s. 68). Tato citace je všeobecně známá, a to nejen v manažerském vzdělávání, ale je součástí každodenního koloběhu. Dalším objektem je již výše zmíněná realita a její vnímání. V této fázi by měl kouč definovat momentální stav. Je také dobré zjistit, zdali se na pokroku bude podílet i jiná osoba, která by eventuálně mohla zasahovat nebo snad i ohrožovat samotný rozvoj. Zcela podstatné jsou také vnitřní bariéry nebo osobní problémy. „Buďte objektivní“ (Whitmore, 2005, s. 76). Objektivní pohled na svět kolem nás je nezbytnou součástí při procesu zdokonalování. Po zjištění veškerých těchto faktů se můžeme posunout k možnostem. Nabízí se tu otázka, co vše již koučovaná osoba zkusila a kam až je ochotná v řešení problému zajít. Důležitá je maximalizace možností. Přichází i alternativní možnosti ze strany kouče a jeho názoru, které také mohou být významným přínosem. Po společné dohodě na možnosti, která přinese ty nejlepší výsledky, nastává situace konečného rozhodnutí. „Čas rozhodnutí, čas upřesnění“ (Whitmore, 2005, s. 95). Tedy definitivní výběr a dokončení konkrétních dílčích kroků. Vůle by v ideálním případě měla dosahovat vrcholu, ale koučovaný by si měl sám na rovinu přiznat, na jakém stupni odhodlání se právě nachází.
Tyto kroky jsou základními kameny při používání této metody v oblasti koučování. Pokud uživatel opravdu dodržuje všechny pomyslné příčky postupu, úspěch je se zárukou zajištěn. Model GROW se stává stále oblíbenější součástí firemního vzdělávání, a to hlavně pro svoji jednoduchost, efektivitu a také unikátnost. Tuto metodu lze využívat jak ke skupinové, tak individuální práci.